# Vũ trụ luận
Vũ trụ luận (tiếng Nga: Космизм, bắt nguồn từ tiếng Hy Lạp: κόσμος nghĩa là "vũ trụ") là một trường phái triết học và văn hóa với ý tưởng chủ đạo cho rằng không gian và vũ trụ là một thế giới có trật tự với con người là "công dân của thế giới" cũng như các cấu trúc vĩ mô và vi mô khác. Vũ trụ luận hình thành và phát triển ở Nga và Liên Xô trong thời gian đầu thế kỷ 20, ban đầu chịu ảnh hưởng bởi phong trào "văn hóa vô sản" (Proletkult), và sau cách mạng tháng Mười nó được định nghĩa là một phong cách trong đó hàm chứa sự vinh danh sức lao động, máy móc cơ khí và tinh thần tập thể của các công nhân công nghiệp được tổ chức xung quanh một giai cấp vô sản trên toàn thế giới đang vươn mình khỏi Trái Đất để chinh phục các vì sao.

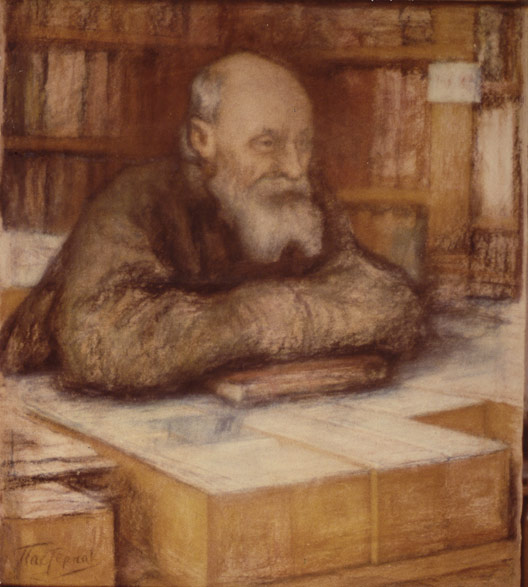
Nikolai Fyodorovich Fyodorov
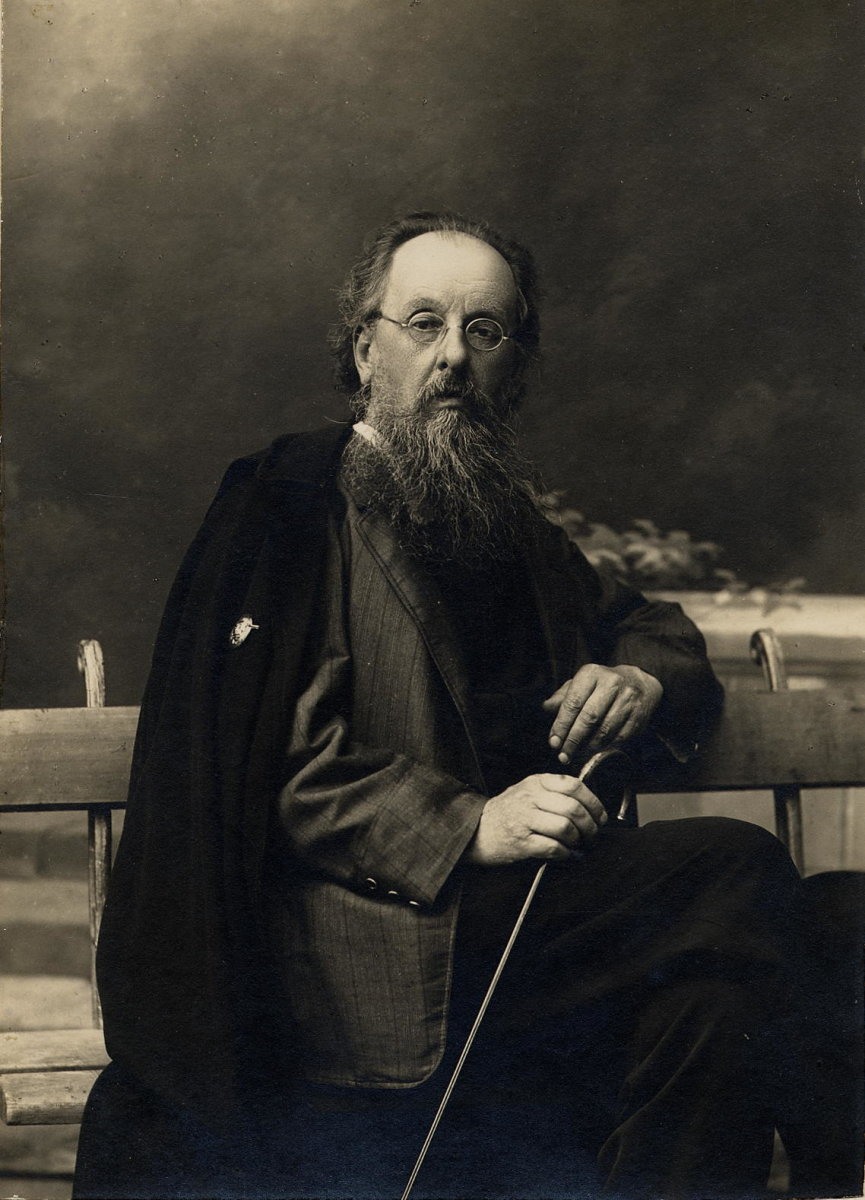
Konstantin Eduardovich Tsiolkovsky
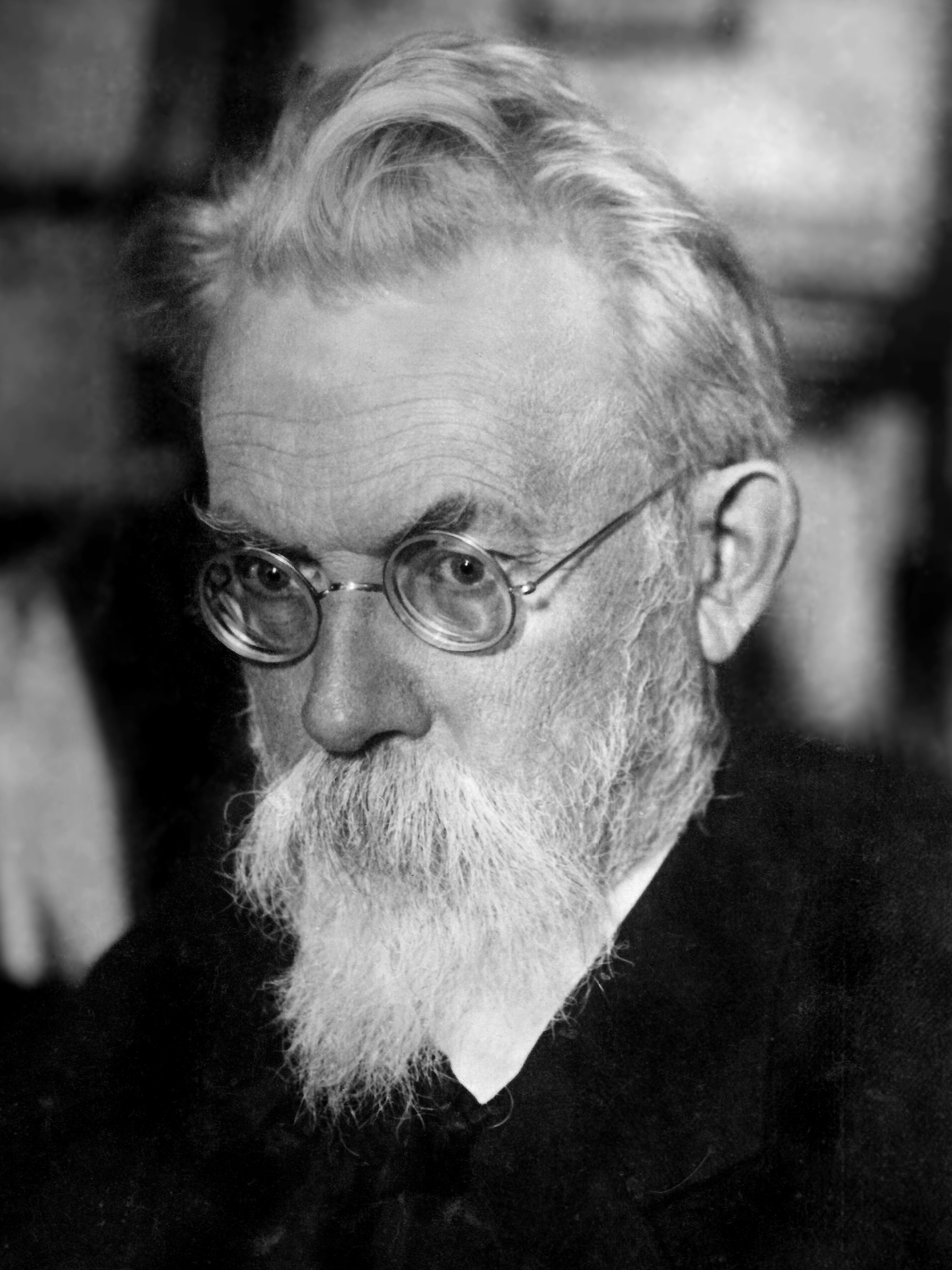
Vladimir Ivanovich Vernadsky
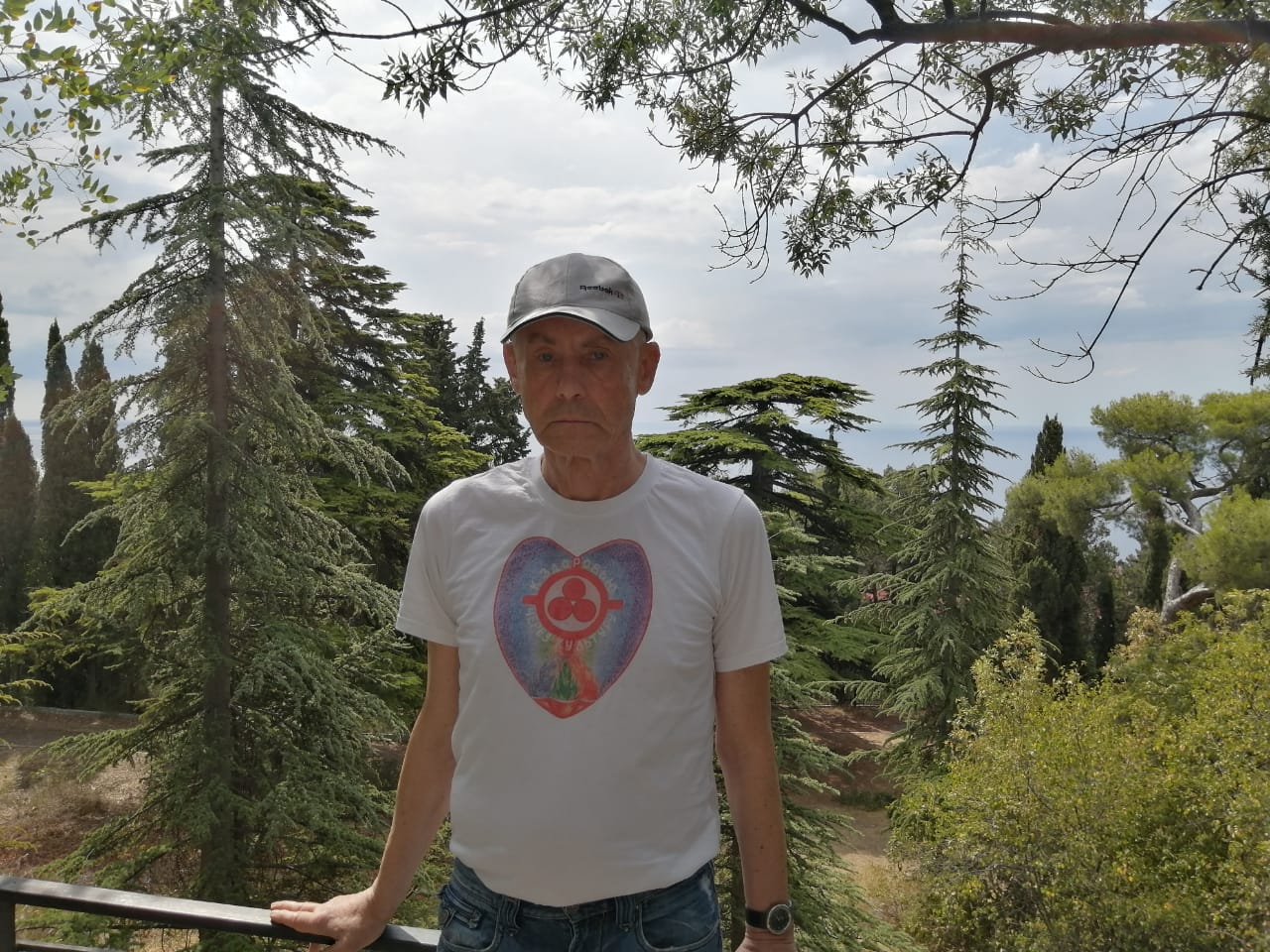
Viktor Andreevich Skumin

## Video
- Russian Cosmism, Perpetual Generations Abraham’s Seed, 500 Quadrillion People